# SPHAIR

Logo von SPHAIR

SPHAIR – talents for the sky (bis Mitte 2003 FVS (Fliegerische Vorschulung)) ist eine Ausbildungsplattform der Schweizer Luftwaffe. Sie dient primär einer vormilitärischen Selektion für Anwärter als Fallschirmaufklärer oder Piloten.
Der Begriff ist keine Abkürzung, sondern ein Kunstwort, das laut Eigendefinition von SPHAIR an „Atmosphäre, Sphäre und damit an Weite und Raum“ erinnern soll.

## SPHAIR für Piloten
Für angehende Militärpiloten ist das Absolvieren des SPHAIR-Programmes in der Schweiz obligatorisch, im Einzelfall können jedoch Ausnahmen gemacht werden. Die Eignungsprüfung ist mehrstufig und umfasst neben einer gesundheitlichen Prüfung auch Leistungs- und Wissenstests. Es folgt bei Bestehen eine zweiwöchige fliegerische Eignungsabklärung auf einem Flugplatz in der Schweiz, die in Zusammenarbeit mit zivilen Flugschulen durchgeführt wird.
SPHAIR ist auch für zukünftige Airlinerpiloten als Einstieg in die
Aviatik geeignet (z. B. Swiss, Edelweiss).

## SPHAIR für Fallschirmaufklärer
Als Vorbereitung für die militärische Ausbildung zum Fallschirmaufklärer können im SPHAIR-Programm, bei dem man nach Anmeldung im Internet zu einer Eignungsabklärung aufgeboten wird, anschließend zwei zweiwöchige Fallschirmkurse absolviert werden, durch die man das Zivile Fallschirmbrevet erlangt. Das Ziel dabei besteht zukünftige Fallschirmaufklärer schon früh zu Selektionieren und bestens auf die 46 Wochen für Unteroffiziere (Uof) oder 58 Wochen für Offiziere (Of) dauernde Rekrutenschule RS vorzubereiten.
Die Eignungsabklärung erfolgt im Fliegerärztlichen Institut (FAI) in Dübendorf, dabei werden medizinische Tests und ein Sporttest absolviert in den zwei Sprungkursen werden dann nochmals weitere Tests absolviert.

## SPHAIR für Fluglotsen
Sphair zeichnet sich auch für die Rekrutierung zukünftiger Fluglotsen der Skyguide aus, sowohl für zivile Fluglotsen wie auch für die militärisch taktischen Fluglotsen (deren Ausbildung auf derjenigen der zivilen Fluglotsen aufbaut).